# Волков Віктор Миколайович
Ві́ктор Микола́йович Во́лков (14 вересня 1941, Миколаїв — 18 вересня 2004, Ялта) — український художник; член Спілки радянських художників України з 1977 року., Заслужений художник Української РСР з 1988 року, лауреат премії АР Крим за 2000 рік (за серію пейзажів «Крим благословенний»).

## Життєпис
Народився 14 вересня 1941 року в місті Миколаєві (нині Україна). У 1959—1964 роках навчався в Кримському художньо-педагогічному училищі імені Миколи Самокиша у О. П. Пузиревича, Валентини Хараборіної. Протягом 1963—1966 років служив в Радянській армії. У 1967—1972 роках продовжив здобувати художню освіту на факультеті «інтер'єр та обладнання» у Ленінградському вищому художньо-промисловому училищі імені Віри Мухіної, де її викладачами були Валерій Ватенін, Яків Лукін, А. В. Турін. Дипломна робота — «архітектурно-художнє оформлення Петергофського архітектурного комплексу», присвячена ювілейній даті Ленінграду, була втілена в життя. 1969 року, під час навчання, взяв шлюб з одногрупницею Оленою Русановою.
1972 року, за розподілом, направлений працювати в Ялтинські художньо-виробничі майстерні. Неодноразово був членом правління Кримської організації Спілки радянських художників України, був головою Художньої Ради в Ялтинських художніх майстернях. У 1990 році став першим головою Ялтинського відділення Спілки художників України. Протягом багатьох років очолював молодіжне об'єднання художників міста Ялти. Був занесений на республіканську Дошку Пошани, як найкращий молодий фахівець Ялтинських художньо-виробничих майстерень.
Мешкав у Ялті в будинку на вулиці Найдьонова, № 31, квартира № 25 та у будинку на вулиці Басейній, № 21Г. Помер у Ялті 18 вересня 2004 року.

## Творчість
Працював у галузі станкового живопису, писав тематичні картини, пейзажі, портрети, натюрморти. Серед робіт:
- «Будуємо — живемо» (1974);
- «Перемога російського флоту в 1770 році» (1975);
- «Нормандія. Онфлер» (1976);
- «Переправа на Сиваші» (1978);
- «Катюша» (1982);
- «В степах України» (1982);
- «Діти революції» (1983);
- «Ленін з комсомольцями» (1983);
- «Ставок» (1985);
- «Старі дерева» (1985);
- «Південь» (1987);
- «Судак» (1987);
- «Ліс. Вечоріє» (1987);
- «Пейзаж біля насосної станції села Михайлівки» (1987);
- «Ялта влітку» (1987);
- «Садова алея села Михайлівки» (1987);
- «Вид на Ай-Петрі» (1992);
- «Автопортрет із квітами» (1993);
- «Хвиля» (1993);
- «Бурхливе море. Вид на Ялту» (1994).

Твори художника зберігаються в музеях України та Росії, приватних колекціях Болгарії, Китайської Народної Республіки, Німеччини, Сполучених Штатів Америки, Франції.